# 연서초등학교 (경기)
연서초등학교는 대한민국 경기도 광명시에 있는 공립 초등학교이다.

## 학교 연혁
- 1989. 08. 03 연서초등학교 설립인가
- 1990. 09. 01 초대 목영균 교장 부임
- 1990. 09. 01 개교 17학급 편성
- 1991. 02. 22 병설유치원 설립인가(2학급)
- 1991. 03. 05 병설유치원 개교
- 2014. 02. 11 제25회 병설 유치원 졸업식(26명)
- 2014. 02. 13 제25회 초등학교 졸업식(136명)
- 2015. 03. 01 제8대 신성용 교장 부임
- 2015. 03. 01 초등학교 26학급 편성
- 2015. 03. 01 병설유치원 3학급 편성

## 참고 자료
- 연서초등학교 - 한국교육학술정보원 학교알리미